# Bertha (Minnesota)
Bertha ist eine Kleinstadt (mit dem Status „City“) im Todd County im US-amerikanischen Bundesstaat Minnesota. Das U.S. Census Bureau hat bei der Volkszählung 2020 eine Einwohnerzahl von 560 ermittelt.

## Geografie
Bertha liegt im Zentrum Minnesotas auf 46°16′00″ nördlicher Breite und 95°03′46″ westlicher Länge. Das Stadtgebiet erstreckt sich über eine Fläche von 2,64 km². 
Benachbarte Orte von Bertha sind Hewitt (7,1 km nordnordwestlich) und Eagle Bend (12,1 km südsüdöstlich).
Die nächstgelegenen größeren Städte sind Fargo in North Dakota (168 km nordwestlich), Duluth am Oberen See (262 km ostnordöstlich), Minneapolis (234 km südöstlich), Minnesotas Hauptstadt Saint Paul (252 km in der gleichen Richtung) und Sioux Falls in South Dakota (396 km südwestlich).
Die Grenze zu Kanada befindet sich 327 km nördlich.

## Verkehr
Der U.S. Highway 10 führt in Nord-Süd-Richtung als Hauptstraße durch Bertha. Alle weiteren Straßen sind untergeordnete Landstraßen, teils unbefestigte Fahrwege sowie innerörtliche Verbindungsstraßen.
Der nächste Regionalflughafen ist der Brainerd Lakes Regional Airport (83,5 km ostnordöstlich); der nächste Großflughafen ist der Minneapolis-Saint Paul International Airport (257 km südöstlich).

## Geschichte
Nachdem 1878 die noch heute bestehende Bertha Township angelegt worden war, wurde die heutige Stadt im Jahr 1891 angelegt und 1897 aus der Township herausgelöst und inkorporiert. Benannt wurden Stadt und Township nach Bertha Ristau, der Ehefrau des örtlichen Posthalters.

## Demografische Daten
Nach der Volkszählung im Jahr 2010 lebten in Bertha 497 Menschen in 205 Haushalten. Die Bevölkerungsdichte betrug 188,3 Einwohner pro Quadratkilometer. In den 205 Haushalten lebten statistisch je 2,42 Personen. 
Ethnisch bestand die Bevölkerung mit vier Ausnahmen nur aus Weißen. Unabhängig von der ethnischen Zugehörigkeit waren 0,2 Prozent (eine Person) der Bevölkerung spanischer oder lateinamerikanischer Abstammung. 
30,4 Prozent der Bevölkerung waren unter 18 Jahre alt, 49,9 Prozent waren zwischen 18 und 64 und 19,7 Prozent waren 65 Jahre oder älter. 53,1 Prozent der Bevölkerung war weiblich.

Das mittlere jährliche Einkommen eines Haushalts lag bei 30.435 USD. Das Pro-Kopf-Einkommen betrug 17.144 USD. 27,0 Prozent der Einwohner lebten unterhalb der Armutsgrenze.